# Lithacodia cidarioides
Lithacodia cidarioides là một loài bướm đêm trong họ Noctuidae.